# Estación San Lorenzo (Chile)
San Lorenzo (originalmente Chañaral) fue una estación ferroviaria correspondiente al Longitudinal Norte ubicada en la comuna de Monte Patria, en la Región de Coquimbo, Chile. Actualmente la estación no presta servicios.

## Historia
La estación San Lorenzo fue parte de la construcción inicial de segmentos del Longitudinal Norte, en particular, de la sección de ferrocarril que iniciaba en la estación San Marcos y terminaba en la estación Paloma a través de un ferrocarril que inició sus obras en 1889 y las terminó en 1896. Sin embargo, la extensión completa fue inaugurada en 1911, debido a que este segmento del ferrocarril fue entregado al estado chileno inconcluso.
En algún período entre 1929 y 1958 la estación cambia su nombre desde Chañaral a San Lorenzo.
Para 1967 la estación sigue operativa. La estación fue suprimida mediante decreto del 6 de noviembre de 1978.
Algunos edificios originales se mantienen en pie como residencias privadas; la estación tuvo una vía local y una principal.